# Farewell to Tarwathie (album)
Farewell to Tarwathie  è una raccolta del cantante irlandese Liam Clancy, pubblicato nel 1975.
Liam aveva lasciato l'Irland nel 1973 e si era stabilito a Calgary (Alberta), in Canada, per sfuggire alla bancarotta. In Canada aveva rilanciato la sua carriera con un proprio programma televisivo. Aveva già pubblicato il suo omonimo album solista nel 1965, e nel 1974 aveva pubblicato l'album Farewell to Tarwaithie.

## Tracce
1. Spanish Is The Loving Tongue (Tradizionale) – 3:34
2. Farewell to Tarwathie (Tradizionale) – 3:57
3. The Dutchman (Ian Tyson) – 4:01
4. Fiddler's Green (Tradizionale) – 3:15
5. Time Gentlemen Time (Gene Raskin) – 4:50

1. My Island (Sail Away) (Johnathan Glenn) – 3:03
2. Streets Of London (Ralph McTell) – 3:14
3. Yarmouth Town (Tradizionale) – 3:57
4. The Foggy Dew (Charles O'Neill tradizionale) – 4:43
5. Heave Away (Tradizionale) – 2:55
6. Farewell (Bob Dylan) – 3:42